# Le supplici (Euripide)
(Le supplici, Euripide)
Le supplici (Ἱκέτιδες, Hikétides) è una tragedia di Euripide, rappresentata per la prima volta tra il 423 e il 421 a.C. Esiste una omonima tragedia di Eschilo, che però racconta un diverso episodio della mitologia greca.

## Trama
Un gruppo di donne di Argo si riunisce presso l'altare di Demetra a Eleusi: sono le madri dei guerrieri argivi morti nel fallito assalto a Tebe (quello raccontato da Eschilo ne I sette contro Tebe), per supplicare gli ateniesi di aiutarle a dare degna sepoltura ai figli. I tebani, infatti, negano la restituzione dei cadaveri. Il re Teseo decide di aiutarle, sicché si rivolge all'araldo tebano, ingaggiando con lui un intenso dialogo dove il re difende i valori di democrazia, libertà e uguaglianza di Atene, contrapposti alla tirannide di Tebe.
La guerra tra le due poleis diventa così inevitabile e si conclude con la vittoria di Atene e la conseguente restituzione dei cadaveri. Il re di Argo, Adrasto, che accompagna le madri, si incarica di celebrare i caduti con un discorso. Durante il rito funebre, Evadne, moglie del caduto Capaneo, si getta da una roccia sul rogo dove veniva cremato il marito, in un atto di estrema dedizione coniugale. Alla fine appare ex machina la dea Atena, che fa giurare ad Adrasto eterna riconoscenza di Argo verso Atene, predicendo inoltre la prossima caduta di Tebe.

## Commento

### Il patriottismo
La maggior parte degli studiosi è sicura che questa tragedia sia stata scritta poco dopo la sconfitta di Atene contro Sparta alla battaglia di Delio del 424 a.C., in piena guerra del Peloponneso. Ciò significa che la tragedia stessa (come anche Gli Eraclidi dello stesso autore) aveva una funzione patriottica: ricordare agli ateniesi la propria grandezza nei confronti della rivale Sparta. Infatti, nel momento in cui il re Teseo confronta la democrazia ateniese con la tirannide tebana, concludendo che solo la democrazia può garantire la libertà, appare evidente l'intenzione di Euripide di dimostrare la superiorità di Atene sull'oligarchia spartana. In ogni caso, il risalto che l'autore dà alle esequie per i morti in guerra è un chiaro indizio del sostanziale antimilitarismo di Euripide (evidente anche in altre tragedie quali Le Troiane e l'Elena).

### I difetti della democrazia
Per molti studiosi è evidente l'analogia euripidea tra il mitico re Teseo e il contemporaneo Pericle, perlomeno nelle posizioni politiche a difesa della democrazia. D'altro canto, nel dialogo tra Teseo e l'araldo tebano, traspaiono anche le incertezze e i dubbi di Euripide a proposito del sistema di governo ateniese. Teseo infatti descrive il sistema democratico per come dovrebbe essere (lo Stato appartiene a tutti i cittadini, i quali hanno uguali diritti a prescindere dalla loro ricchezza), ma è un sistema assai lontano da quello effettivamente vigente nella Atene di quegli anni, una città in grosse difficoltà militari e sociali. Quando l'araldo ribatte a Teseo, descrivendogli i difetti della democrazia (troppe persone che comandano significa essere sempre ondivaghi, difendendo gli interessi ora dell'uno, ora dell'altro), egli dà un ritratto abbastanza fedele della situazione ateniese, al punto che parecchi autori ritengono che, stanco delle inefficienze della democrazia, Euripide in quegli anni stesse in realtà assestandosi verso posizioni non democratiche.